# Anaxagorea guatemalensis
Anaxagorea guatemalensis é uma espécie de magnólia. Foi descrito pela primeira vez por Paul Carpenter Standley. Anaxagorea guatemalensis pertence ao gênero Anaxagorea, e à família Annonaceae. Não há tipos listados como este.